# Rexwithius girardi
Genre
Espèce
Rexwithius girardi, unique représentant du genre Rexwithius, est une espèce de pseudoscorpions de la famille des Withiidae.

## Distribution
Cette espèce se rencontre en Côte d'Ivoire et en Guinée.

## Habitat
Ce pseudoscorpion se rencontre dans des termitières mortes de Macrotermes sp..

## Description
Les mâles mesurent de 2,7 à 3,0 mm et les femelles de 4,0 à 4,7 mm.

## Étymologie
Cette espèce est nommée en l'honneur de Claude Girard du laboratoire d'entomologie du muséum national d'histoire naturelle.

## Publication originale
- Heurtault, 1994 : Un cas indirect de phorésie: les pseudoscorpions Withiidae des termitières mortes de Macrotermes en Afrique tropicale. Bollettino dell'Accademia Gioenia di Scienze Naturali, vol. 26, p. 189-208 (texte intégral).